# Agami
Az agami vagy szigonyos gém (Agamia agami) a madarak (Aves) osztályának gödényalakúak (Pelecaniformes) rendjébe, ezen belül a gémfélék (Ardeidae) családjába tartozó Agamia nem egyetlen faja.

## Rendszerezése
A fajt Johann Friedrich Gmelin német természettudós írta le 1789-ben az Ardea nembe Ardea Agami néven.

## Előfordulása
Mexikó, Belize, Costa Rica, Guatemala, Honduras, Nicaragua, Panama, Bolívia, Brazília, Kolumbia, Ecuador, Francia Guyana, Guyana, Peru, Suriname, Trinidad és Tobago, valamint Venezuela területén honos. 
Természetes élőhelyei a szubtrópusi és trópusi síkvidéki esőerdők és mocsári erdők, tavak, folyók és patakok környékén. Állandó, nem vonuló faj.

## Megjelenése
Testhossza 76 centiméter. Hosszú, vékony csőre van. A kifejlett példánynak díszes tollazata van, a fiatal egyedeknek kékesbarna a tollazatuk.
|  |

## Természetvédelmi helyzete
Az elterjedési területe rendkívül nagy, de gyorsan csökken, egyedszáma szintén csökken. A Természetvédelmi Világszövetség Vörös listáján sebezhető fajként szerepel. Ritka fajnak számít az Amazonas-medencében.